# Ambassade du Mozambique en France
L'ambassade du Mozambique en France est la représentation diplomatique de la république du Mozambique en République française. Elle est située à Paris et son ambassadeur est, depuis 2019, Alberto Maverengue Augusto.

## Ambassade
L'ambassade et le consulat du Mozambique sont situés au numéro 82 de la rue Laugier dans le 17e arrondissement de Paris.

## Ambassadeurs du Mozambique en France
| Date de nomination | Date de nomination | Date de remise des lettres de créance | Date de remise des lettres de créance | Ambassadeur                      |
| ------------------ | ------------------ | ------------------------------------- | ------------------------------------- | -------------------------------- |
| ?                  |                    | 13 juin 1996                          | [ JORF 1 ]                            | José Luiz Mota do Amaral         |
| ?                  |                    | 17 septembre 2002                     | [ JORF 2 ]                            | Fernanda Lichale                 |
| ?                  |                    | 22 décembre 2011                      | [ JORF 3 ]                            | Alexandre da Conceição Zandamela |
| ?                  |                    | 12 avril 2019                         | [ JORF 4 ]                            | Alberto Maverengue Augusto       |